# MTV Europe Music Awards 2020
MTV Europe Music Awards 2020 – dwudziesta siódma gala wręczenia Europejskich Nagród Muzycznych MTV, która odbyła się 8 listopada 2020 roku.
Ceremonia ze względu na zagrożenie związane z pandemią koronawirusa odbyła się (podobnie jak gala MTV VMA 2020) bez udziału publiczności. Organizatorzy zdecydowali się na dodanie trzech nowych kategorii – Best Latin (Najlepszy wykonawca latynoski), Video For Good i Best Virtual Live (Najlepszy występ wirtualny na żywo).
Nominacje zostały oficjalne ogłoszone 6 października 2020 roku za pośrednictwem serwisów społecznościowych oraz platformy YouTube. Najwięcej nominacji otrzymała amerykańska piosenkarka Lady Gaga, która została nominowana w siedmiu kategoriach. Po pięć nominacji otrzymał zespół BTS oraz Justin Bieber.

## Występy
| Artysta               | Utwór                                |
| Przed właściwym show  | Przed właściwym show                 |
| --------------------- | ------------------------------------ |
| Why Don’t We          | „Fallin’ (Adrenaline)”               |
| Madison Beer          | „Baby”                               |
| 24kGoldn Iann Dior    | „Mood”                               |
| Główne show           |                                      |
| Doja Cat              | „Say So”                             |
| Jack Harlow           | „Tyler Herro” „What’s Poppin”        |
| Sam Smith             | „Diamonds”                           |
| David Guetta i Raye   | „Let’s Love”                         |
| Maluma i Aya Nakamura | „Djadja” „Hawái”                     |
| DaBaby                | „Rockstar” „Blind” „Practice”        |
| Little Mix            | „Sweet Melody”                       |
| Alicia Keys           | „Love Looks Better”                  |
| Tate McRae            | „You Broke Me First”                 |
| Karol G               | „Bichota”                            |
| Yungblud              | „Cotton Candy” „Strawberry Lipstick” |
| Zara Larsson          | „Wow”                                |

## Nagrody i nominacje
Zwycięzcy zostali wymienieni jako pierwsi oraz wyróżnieni pogrubioną czcionką
| Najlepsza piosenka | Najlepszy teledysk |
| --- | --- |
| - BTS – „Dynamite” - DaBaby (featuring Roddy Ricch) – „Rockstar” - Dua Lipa – „Don’t Start Now” - Lady Gaga & Ariana Grande – „Rain on Me” - Roddy Ricch – „The Box” - The Weeknd – „Blinding Lights” | - DJ Khaled (featuring Drake) – „Popstar” - Billie Eilish – „Everything I Wanted” - Cardi B (featuring Megan Thee Stallion) – „WAP” - Karol G (featuring Nicki Minaj) – „Tusa” - Lady Gaga & Ariana Grande – „Rain on Me” - Taylor Swift – „The Man” - The Weeknd – „Blinding Lights” |
| Najlepszy wykonawca | Najlepszy debiut |
| - Lady Gaga - Dua Lipa - Harry Styles - Justin Bieber - Miley Cyrus - The Weeknd | - Doja Cat - Benee - DaBaby - Jack Harlow - Roddy Ricch - Yungblud |
| Najlepsza współpraca | Najlepszy artysta muzyki pop |
| - Karol G (featuring Nicki Minaj) – „Tusa” - Blackpink & Selena Gomez – „Ice Cream” - Cardi B (featuring Megan Thee Stallion) – „WAP” - DaBaby (featuring Roddy Ricch) – „Rockstar” - Justin Bieber (featuring Quavo) – „Intentions” - Lady Gaga & Ariana Grande – „Rain on Me” - Sam Smith & Demi Lovato – „I’m Ready” | - Little Mix - BTS - Dua Lipa - Harry Styles - Justin Bieber - Katy Perry - Lady Gaga |
| Najlepszy wykonawca hip-hop | Najlepszy wykonawca rock |
| - Cardi B - DaBaby - Drake - Eminem - Megan Thee Stallion - Roddy Ricch - Travis Scott | - Coldplay - Green Day - Liam Gallagher - Pearl Jam - Tame Impala - The Killers |
| Najlepszy wykonawca alternatywny | Najlepszy wykonawca muzyki elektronicznej |
| - Hayley Williams - Blackbear - FKA Twigs - Machine Gun Kelly - Twenty One Pilots - The 1975 | - David Guetta - Calvin Harris - Kygo - Marshmello - Martin Garrix - The Chainsmokers |
| Najlepszy zespół | Najlepszy występ wirtualny na żywo |
| - BTS - 5 Seconds of Summer - BLACKPINK - Chloe x Halle - CNCO - Little Mix | - BTS – „Map Of The Soul Concert Live Stream” - J Balvin – „Beyond the Colores Live Experience” - Katy Perry @ Tomorrowland – „Around The World” - Little Mix – „UNCancelled” - Maluma – „Papi Juancho Live” - Post Malone – „Nirvana Tribute”                                        |
| Video for Good | Najlepszy artysta w serii MTV Push |
| - H.E.R. – „I Can’t Breathe” - Anderson Paak – „Lockdown” - David Guetta & Sia – „Let’s love” - Demi Lovato – „I Love Me” - Jorja Smith – „By Any Means” - Lil Baby – „The Bigger Picture” | - Yungblud - AJ Mitchell - Ashnikko - Benee - Brockhampton - Conan Gray - Doja Cat - Georgia - Jack Harlow - Lil Tecca - Tate McRae - Wallows |
| Najwierniejsi fani | Najlepszy artysta muzyki latynoskiej |
| - BTS - Ariana Grande - Blackpink - Justin Bieber - Lady Gaga - Taylor Swift | - Karol G - Anuel AA - Bad Bunny - J Balvin - Maluma - Ozuna |

## Nominacje regionalne

### Europa
| Najlepszy wykonawca brytyjski i irlandzki                                      | Najlepszy wykonawca nordycki                                           |
| ------------------------------------------------------------------------------ | ---------------------------------------------------------------------- |
| - Little Mix - Dave - Dua Lipa - Harry Styles - Stormzy                        | - Zara Larsson - Branco - Gilli - Alma - Kygo                          |
| Najlepszy wykonawca izraelski                                                  | Najlepszy wykonawca niemiecki                                          |
| - Noa Kirel - Carakukly - Eden Hason - Noga Erez - Noroz and Boi Ecchi         | - Fynn Kliemann - Apache 207 - Lea - Nico Santos - Shirin David        |
| Najlepszy wykonawca holenderski                                                | Najlepszy wykonawca belgijski                                          |
| - Emma Heesters - Davina Michelle - Tabitha - Bilal Wahib - Suzan & Freek      | - Angèle - IBE - Blackwave. - OT - Lost Frequencies                    |
| Najlepszy wykonawca szwajcarski                                                | Najlepszy wykonawca francuski                                          |
| - Loredana - Seven - Bligg - Loco Escrito - Pronto                             | - Matt Pokora - Soprano - Slimane et Vitaa - GIMS - Aya Nakamura       |
| Najlepszy wykonawca włoski                                                     | Najlepszy wykonawca hiszpański                                         |
| - Diodato - Elettra Lamborghini - Levante - Irama - Random                     | - LA LA LOVE YOU - Leiva - Don Patricio - Aitana - Carolina Durante    |
| Najlepszy wykonawca portugalski                                                | Najlepszy wykonawca polski                                             |
| - Fernando Daniel - Bárbara Bandeira - Diogo Piçarra - Bispo - Dino D'Santiago | - Margaret - Quebonafide - Krzysztof Zalewski - Daria Zawiałow - sanah |
| Najlepszy wykonawca rosyjski                                                   | Najlepszy wykonawca węgierski                                          |
| - NILETTO - Cream Soda - Morgenshtern - Klava Koka - Maniża                    | - Dzsúdló - Irie Maffia - ByeAlex - Viktoria Metzker - Carson Coma     |

### Afryka
| Najlepszy wykonawca afrykański                                                          |
| --------------------------------------------------------------------------------------- |
| - Master KG - Burna Boy - Rema - Kabza De Small and DJ Maphorisa - Sheebah - Gaz Mawete |

### Azja
| Najlepszy wykonawca indyjski                                                | Najlepszy wykonawca japoński                                               |
| --------------------------------------------------------------------------- | -------------------------------------------------------------------------- |
| - Armaan Malik - Divine - Kaam Bhaari - Prabh Deep - Siri & Sez on the Beat | - Official Hige Dandism - Hiraidai - Punpee - Rei - Yorushika              |
| Najlepszy wykonawca koreański                                               | Najlepszy wykonawca z Azji Południowo-Wschodniej                           |
| - Stray Kids - Astro - Everglow - Kard - Victon                             | - Jack - Agnez Mo - Benjamin Kheng - Ben&Ben - K-Clique - Violette Wautier |
| Najlepszy wykonawca chiński                                                 |                                                                            |
| - R1SE - AGA - Feng Timo - Waa Wei - Timmy Xu                               |                                                                            |

### Australia i Nowa Zelandia
| Najlepszy wykonawca australijski                                  | Najlepszy wykonawca nowozelandzki                           |
| ----------------------------------------------------------------- | ----------------------------------------------------------- |
| - G Flip - Baker Boy - Hayden James - The Kid Laroi - Tones and I | - Benee - Baynk - Jawsh 685 - L.A.B. - The Naked and Famous |

### Ameryka
| Najlepszy wykonawca brazylijski                                          | Najlepszy wykonawca Ameryka Łacińska – północ                               |
| ------------------------------------------------------------------------ | --------------------------------------------------------------------------- |
| - Pabllo Vittar - Anitta - Djonga - Emicida - Ludmilla                   | - Danna Paola - Fboi - Jesse & Joy - Sofía Reyes - Zoé                      |
| Najlepszy wykonawca Ameryka Łacińska – centrum                           | Najlepszy wykonawca Ameryka Łacińska – południe                             |
| - Sebastián Yatra - Camilo - J Balvin - Karol G - Maluma                 | - Lali - Cazzu - Khea - Nicki Nicole - Tini                                 |
| Najlepszy wykonawca Ameryka Łacińska – Karaiby                           | Najlepszy wykonawca kanadyjski                                              |
| - Bad Bunny - Anuel AA - Ozuna - Residente - Rauw Alejandro              | - Johnny Orlando - Alessia Cara - The Weeknd - Justin Bieber - Jessie Reyez |
| Najlepszy wykonawca USA                                                  |                                                                             |
| - Lady Gaga - Cardi B - Megan Thee Stallion - Miley Cyrus - Taylor Swift |                                                                             |